# À chacun sa chanson
Chansons représentant Monaco au Concours Eurovision de la chanson
Boum-Badaboum
(1967) Maman, Maman
(1969)
Singles de Line et Willy
Mourir de soif (près de la fontaine)
(1967) Rien n'empechera la Terre de tourner
(1968)
À chacun sa chanson est une chanson écrite par Roland Valade sur une musique de Jean-Claude Oliver et interprétée par le duo français Line et Willy, sortie en 45 tours en 1968.
C'est la chanson représentant Monaco au Concours Eurovision de la chanson 1968.

## À l'Eurovision

### Sélection
Après avoir été choisie en interne par le radiodiffuseur monégasque Télé Monte-Carlo, À chacun sa chanson est la chanson sélectionnée pour représenter Monaco au Concours Eurovision de la chanson 1968 le 6 avril à Londres, au Royaume-Uni.

### À Londres
La chanson est intégralement interprétée en français, langue officielle de Monaco, comme l'impose la règle entre 1966 et 1973. L'orchestre est dirigé par Michel Colombier.
À chacun sa chanson est la septième chanson interprétée lors de la soirée du concours, suivant Guardando il sole de Gianni Mascolo pour la Suisse et précédant Det börjar verka kärlek, banne mej de Claes-Göran Hederström pour la Suède.
À l'issue du vote, elle obtient 8 points et se classe 7e — à égalité avec Quand tu reviendras de Claude Lombard pour la Belgique et Jedan dan des Dubrovački trubaduri pour la Yougoslavie — sur 17 chansons,.

## Liste des titres
| A1. | À chacun sa chanson      | Roland Valade | Jean-Claude Oliver   | 2:20 |
| A2. | De l'automne à l'automne | Roland Valade | Jean-Claude Oliver   | 2:43 |
| B1. | Demain, il y aura demain | Jean Aymond   | Willy Boillod        | 2:46 |
| B2. | Tout l'or du monde       | Ann Kopelman  | Pierre Papadiamandis | 3:06 |

## Classements

### Classements hebdomadaires
| Classement (1968)               | Meilleure position |
| ------------------------------- | ------------------ |
| Belgique (Wallonie Ultratip 50) | Tip                |

## Historique de sortie
| Pays      | Date | Format         | Label   |
| --------- | ---- | -------------- | ------- |
| Allemagne | 1968 | 45 tours       | Disc AZ |
| Belgique  | 1968 | 45 tours       | Disc AZ |
| France    | 1968 | super 45 tours | Disc AZ |